# Secretário do Tesouro dos Estados Unidos
O Secretário(a) do Tesouro dos Estados Unidos (em inglês:  United States of America Secretary of the Treasury) é o titular que chefia o Departamento do Tesouro dos Estados Unidos, responsável pelos assuntos financeiros e monetários do país, e, até 2003, algumas ordens de segurança e defesa nacional. Esta posição no Governo Federal dos Estados Unidos é semelhante ao Ministro da Fazenda de outros países.  O Secretário é membro do Gabinete do Presidente e, desde a gestão Clinton, faz parte do Conselho de Segurança Nacional dos Estados Unidos. O Secretário do Tesouro é o quinto na linha de sucessão presidencial dos Estados Unidos.
O secretário de Estado, o secretário do Tesouro, o secretário de Defesa e o procurador-geral são geralmente considerados os quatro membros mais importantes do Gabinete, devido ao tamanho e à importância de seus respectivos departamentos.

## História do cargo
Robert Morris foi a primeira pessoa a ser nomeada como Secretário do Tesouro dos Estados Unidos, ainda durante o mandato do primeiro presidente, George Washington, mas Morris recusou o cargo; deste modo, o primeiro Secretário foi Alexander Hamilton, nomeado por sugestão de Morris. Morris tinha exercido um mandato similar enquanto superintendente das finanças para o Congresso Continental. De 1784 a 1789, as finanças do jovem estado foram supervisionadas por um Conselho do Tesouro, composto por três membros.
Entre os titulares do cargo mais célebres, pode incluir-se Alexander Hamilton, cuja efígie está representada nas notas de 10 dólares, e o industrial milionário Andrew W. Mellon.

## Funções internacionais
O secretário é responsável por formular e recomendar políticas financeiras, econômicas e tributárias, tanto domésticas quanto internacionais, além de participar da formulação de amplas políticas fiscais que têm impacto geral na economia e gerenciar a dívida pública. O secretário supervisiona as atividades do departamento no cumprimento de suas principais responsabilidades de aplicação da lei, atuando como agente financeiro do governo dos Estados Unidos e na fabricação de moedas e cédulas.

Como principal responsável pelas finanças do governo, o secretário atua como presidente pro tempore do Conselho de Política Econômica do Presidente, presidente dos conselhos e administrador fiduciário dos Fundos do Seguro Social e do Medicare, além de ser o governador dos Estados Unidos no Fundo Monetário Internacional, no Banco Internacional para Reconstrução e Desenvolvimento, no Banco Interamericano de Desenvolvimento, no Banco Asiático de Desenvolvimento e no Banco Europeu para Reconstrução e Desenvolvimento.— Sítio do Departamento do Tesouro dos EUA
O secretário, junto com o tesoureiro dos Estados Unidos, deve assinar as cédulas do Federal Reserve antes que elas possam se tornar moeda de curso legal. Além disso, o secretário também gerencia o Fundo de Estabilização Econômica de Emergência dos Estados Unidos.

## Salário
O secretário do Tesouro ocupa um cargo de Nível I no Executive Schedule, recebendo o salário estabelecido para esse nível (US$ 250.600, a partir de janeiro de 2024).

## Lista de secretários do tesouro
O Secretário do Tesouro dos Estados Unidos é o chefe do Departamento do Tesouro dos Estados Unidos e o principal responsável pelas finanças do governo federal. O secretário do Tesouro atua como o principal assessor do presidente dos Estados Unidos em todas as questões relacionadas à política econômica e fiscal. Por tradição, o secretário é membro do gabinete do presidente e, por lei, faz parte do Conselho de Segurança Nacional.
De acordo com a Cláusula de Nomeações da Constituição dos Estados Unidos, o ocupante do cargo é indicado pelo presidente dos Estados Unidos e, após uma audiência de confirmação perante o Comitê de Finanças do Senado, é confirmado pelo Senado dos Estados Unidos.